# Екимов, Вячеслав Владимирович
Вячесла́в Влади́мирович Еки́мов (род. 4 февраля 1966, Выборг, Ленинградская область, СССР) — советский и российский велогонщик, трёхкратный олимпийский чемпион. Рекордсмен мира на дистанциях 4, 5, 10, 20 км и в часовой гонке с 1985 года. Заслуженный мастер спорта СССР (1986). Лучший велосипедист XX века в России. Почётный гражданин Выборга (2000).
Окончил Государственный институт физической культуры им. П. Ф. Лесгафта.

## Биография
С 12 лет начал заниматься велоспортом под руководством тренеров Виталия Родионова и Алексея Редакова, далее Александра Кузнецова (отца теннисистки Светланы Кузнецовой).
Вячеслав в сборной страны с 16 лет; в профессиональном велоспорте — с 1990 года.
Чемпион мира 1985, 1986 в индивидуальной гонке преследования. Чемпион Спартакиады СССР 1986 в индивидуальной гонке преследования с феноменальным в истории велоспорта результатом — 4.28,9 — рекорд мира. Чемпион мира 1986 среди студентов в индивидуальной гонке преследования с установлением рекорда мира и рекорда СССР — 4.33,307.
Победитель Игр доброй воли 1986 в индивидуальной гонке преследования, с мировым достижением в истории велоспорта — 4.26,077 и в командной гонке преследования (вместе с С. Хмелининым, В. Шпундовым, А. Красновым) с новым рекордом мира — 4.12,830.
Чемпион СССР 1986 года в индивидуальной гонке преследования и в командной гонке преследования, в которой был показан абсолютно лучший результат в истории велоспорта — 4.09,660.
Обладатель рекорда мира в часовой гонке — 49 км 672 м.
Олимпийский чемпион 1988 года в трековой командной гонке преследования на 4000 метров (вместе с Дмитрием Нелюбиным, Артурасом Каспутисом, Гинтаутасом Умарасом и Миндаугасом Умарасом).
В 1989 году, победив в индивидуальной гонке на мировом первенстве, перешёл в профессионалы.
В 1990 году — Чемпион мира среди профессионалов в индивидуальной гонке на 5 км. В 1991 году — чемпион мира среди профессионалов в групповой гонке на треке.
Олимпийский чемпион 2000 года в индивидуальной гонке с раздельным стартом.
В 2004 году занял второе место в индивидуальной гонке с раздельным стартом. Американец Тайлер Хэмилтон, выигравший золото, был уличён в применении допинга, но из-за ошибки лаборатории, заморозившей вторую пробу, окончательное установление его вины стало невозможным, и он сохранил золотую медаль, несмотря на протест ОКР (Хэмилтон через несколько недель снова был уличён в допинге, и на этот раз получил двухлетнюю дисквалификацию).
20 мая 2011 года Тайлер Хэмилтон признался в применении допинга и вернул золотую медаль, завоёванную на Олимпиаде 2004 года, Антидопинговому агентству США.
10 августа 2012 года после многолетнего разбирательства Екимову окончательно присвоили золото на Олимпиаде 2004 года из-за дисквалификации победителя Тайлера Хэмилтона. 15 августа ОКР вручил медаль Екимову.
Вячеслав Екимов — шестикратный чемпион мира на треке, победитель трёх этапов «Тур де Франс» и многих многодневок, а также множества гонок-однодневок. Является лучшим российским гонщиком в истории по результатам в профессиональных гонках на шоссе.
После окончания «Тур де Франс»-2006 объявил об окончании спортивной карьеры, хотя ранее заявлял, что закончит карьеру после Олимпиады в 2008 году.
В 2012 году Вячеслав занял должность советника по профессиональному спорту Общероссийского проекта развития велоспорта, в октябре 2012 года назначен генеральным менеджером команды «Катюша», сменив на этом посту немца Ханса-Михаэля Хольцера.
В 2016 году избран президентом Федерации велосипедного спорта России, в 2020 году переизбран на новый срок.

## Награды и звания
- Заслуженный мастер спорта СССР (1986);
- Орден «За заслуги перед Отечеством» IV степени (3 октября 2006) — за большой вклад в развитие физической культуры и спорта, высокие спортивные достижения[9];
- Орден Почёта (19 апреля 2001) — за большой вклад в развитие физической культуры и спорта, высокие спортивные достижения на Играх XXVII Олимпиады 2000 года в Сиднее[10];
- Орден «Знак Почёта» (1988)[3];
- Почетный гражданин города Выборга (2000)[3][11].